# تپه اوچ قزلار
تپه اوچ قزلار مربوط به سدهٔ ۸–۶ ه.ق - سدهٔ ۱۲–۱۰ ه و ق است و در شهرستان خوی، بخش صفاییه، دهستان سکمن آباد، ۳ کیلومتری شمال غرب روستای قوردیک علیا واقع شده و این اثر در تاریخ ۲۵ آبان ۱۳۸۷ با شمارهٔ ثبت ۲۳۵۱۶ به‌عنوان یکی از آثار ملی ایران به ثبت رسیده است.